# Ménil
Pour les articles homonymes, voir Mesnil.
Ménil est une commune française, située dans le département de la Mayenne en région Pays de la Loire, peuplée de 907 habitants (les Ménilois).
La commune fait partie de la province historique de l'Anjou (Haut-Anjou).

## Géographie
Situé dans le sud-Mayenne, à 38 km de Laval et à 45 km d'Angers, le village est notamment proche de Daon et Saint-Fort. Ménil fait partie de la communauté de communes de Château-Gontier.
La Mayenne passe par Ménil et longe l'est de son territoire.

### Communes limitrophes
|                                      | Château-Gontier-sur-Mayenne     | Coudray                            |
| Chemazé                              | Ménil                           | Daon                               |
| Segré-en-Anjou Bleu (Maine-et-Loire) | La Jaille-Yvon (Maine-et-Loire) | Les Hauts-d'Anjou (Maine-et-Loire) |

### Climat
Pour des articles plus généraux, voir Climat des Pays de la Loire et Climat de la Mayenne.
En 2010, le climat de la commune est de type climat océanique altéré, selon une étude du CNRS s'appuyant sur une série de données couvrant la période 1971-2000. En 2020, Météo-France publie une typologie des climats de la France métropolitaine dans laquelle la commune est exposée à un climat océanique et est dans la région climatique  Moyenne vallée de la Loire, caractérisée par une bonne insolation (1 850 h/an) et un été peu pluvieux. 
Pour la période 1971-2000, la température annuelle moyenne est de 11,8 °C, avec une amplitude thermique annuelle de 13,9 °C. Le cumul annuel moyen de précipitations est de 685 mm, avec 11,8 jours de précipitations en janvier et 6,2 jours en juillet. Pour la période 1991-2020, la température moyenne annuelle observée sur la station météorologique de Météo-France la plus proche, sur la commune de Coudray à 3 km à vol d'oiseau, est de 12,2 °C et le cumul annuel moyen de précipitations est de 718,4 mm,. Pour l'avenir, les paramètres climatiques de la commune estimés pour 2050 selon différents scénarios d'émission de gaz à effet de serre sont consultables sur un site dédié publié par Météo-France en novembre 2022.

## Urbanisme

### Typologie
Au 1er janvier 2024, Ménil est catégorisée commune rurale à habitat dispersé, selon la nouvelle grille communale de densité à sept niveaux définie par l'Insee en 2022.
Elle est située hors unité urbaine. Par ailleurs la commune fait partie de l'aire d'attraction de Château-Gontier-sur-Mayenne, dont elle est une commune de la couronne,. Cette aire, qui regroupe 19 communes, est catégorisée dans les aires de moins de 50 000 habitants,.

### Occupation des sols
L'occupation des sols de la commune, telle qu'elle ressort de la base de données européenne d’occupation biophysique des sols Corine Land Cover (CLC), est marquée par l'importance des territoires agricoles (89,4 % en 2018), en diminution par rapport à 1990 (95,1 %). La répartition détaillée en 2018 est la suivante : 
prairies (46,1 %), terres arables (38,1 %), forêts (7,2 %), zones agricoles hétérogènes (5,2 %), zones urbanisées (1,9 %), espaces verts artificialisés, non agricoles (1,5 %). L'évolution de l’occupation des sols de la commune et de ses infrastructures peut être observée sur les différentes représentations cartographiques du territoire : la carte de Cassini (XVIIIe siècle), la carte d'état-major (1820-1866) et les cartes ou photos aériennes de l'IGN pour la période actuelle (1950 à aujourd'hui).

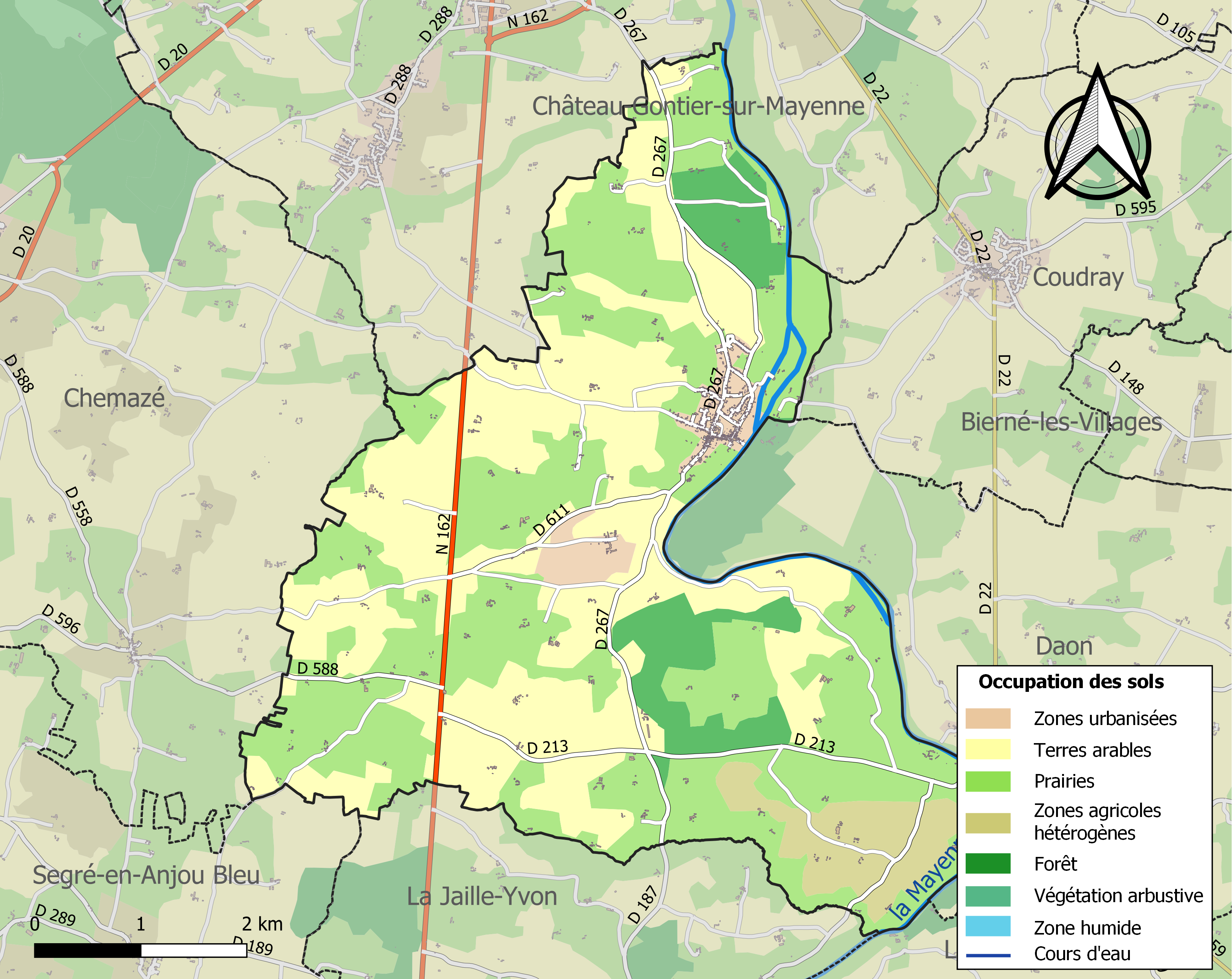
Carte des infrastructures et de l'occupation des sols de la commune en 2018 (CLC).

## Toponymie
« Mesnil », toponyme très répandu en France, à partir de Mansionem, le bas latin a créé un nouveau terme dérivé du mot latin mansionile, diminutif de mansio, demeure, habitation, maison. Devenu en français médiéval maisnil, mesnil, « maison avec terrain ».

## Histoire[16]
Sous l’Ancien Régime, la commune faisait partie de la sénéchaussée angevine de Château-Gontier dépendante de la sénéchaussée principale d'Angers.
Au Moyen Âge, la seigneurie de Ménil relevait pour partie des baronnies et seigneuries de Craon et Château-Gontier.
Seigneurs de Ménil: Guillaume de l'Epervier (1384), Gille de l'Epervier (1426), de la Roche-Corbon (1461), Jehan du Perrier (1470). Au XVIe siècle, la seigneurie est divisée en plusieurs parties: les unes appartiennent aux seigneurs de la Porte, les autres aux membres des familles de Villebranche et de Bellebranche (1588). En 1570, Claude Racappé achète le fief de Ménil dépendant de la Porte qui appartenait à Jehan de l'Espinay, seigneur de Segré. En 1665, Henri-Michel-Augustin de Racappé rendait aveu pour sa châtellenie de Ménil. Jusqu'à la Révolution, les seigneurs de Ménil seront les Raccapé, puis, à compter de 1755, les La Tullaye.
Les Racappé étaient devenus seigneurs de Magnanne au XVe siècle. En avril 1701, Louis XIV érigea la terre, fief et seigneurie de Magnanne en marquisat au profit d'Henri-François de Racappé, terre à laquelle sont unies les terres et seigneuries de Ménil, Taigné, Brez, Bressault, ainsi que les suzerainetés de Chazé-sur-Argos, Chambellay et Saint-Fort. Son fils Henri-Michel-Augustin lui succéda en 1716, puis par alliance de sa sœur Anne-Thérèse-Henriette, le marquisat de Magnanne, en 1755, revint à Salomon-François de La Tullaye (1682-1762), procureur général à la Chambre des comptes de Bretagne de 1715 à 1745.
La famille de La Tullaye adopta alors pour armoiries que l'on retrouve dans l'église de Ménil : Écartelé : aux 1 et 4 : d'or, au lion de gueules (qui est de La Tullaye) ; aux 2 et 3 : de sable, à 6 rocqs d'échiquier d'argent, 3, 2 et 1. (qui est de Racappé de Magnanne); avec une couronne de marquis. Supports: deux lions. Cimier: un lion issant.
En 1790, lors de la création des départements français, une partie de Haut-Anjou a formé le sud du département de la Mayenne, région aujourd’hui appelée Mayenne angevine.
En 1883, le château de Magnanne devint, par alliance, propriété du duc Edmond de Sabran-Pontevès (1841-1903), époux de Charlotte de La Tullaye, qui succéda à son beau-père comme maire de Ménil.

## Politique et administration
| Période                                                                        | Période                    | Identité                                 | Étiquette | Qualité                                                     |
| ------------------------------------------------------------------------------ | -------------------------- | ---------------------------------------- | --------- | ----------------------------------------------------------- |
| 1792                                                                           | 1795                       | Gabriel Dubois                           |           | Blanchisseur                                                |
| 1795                                                                           | 1798                       | Jean Page                                |           |                                                             |
| 1798                                                                           | 1800                       | Jacques Poisson                          |           |                                                             |
| 1800                                                                           | 1803                       | Joseph Lemesle                           |           | Fabricant et marchand de toiles                             |
| 1803                                                                           | 1808                       | Jean Pineau                              |           | Agriculteur                                                 |
| 1808                                                                           | 1814                       | François-Armand Le Motheux Du Plessis    |           | Président à l'élection de Château-Gontier                   |
| 1814                                                                           | 1830                       | Augustin-Jean de La Tullaye (1788-1866)  |           | Comte, puis marquis de Magnanne                             |
| 1830                                                                           | 1840                       | Léon-Charles Desnoes                     |           | Agriculteur                                                 |
| 1840                                                                           | 1843                       | René-Louis Trillot                       |           | Tisserand                                                   |
| 1843                                                                           | 1845                       | Augustin-Louis de La Tullaye (1788-1866) |           | Marquis de Magnanne                                         |
| 1845                                                                           | 1848                       | Émile Rezé                               |           | Agriculteur                                                 |
| 1848                                                                           | 1866                       | Augustin-Jean de La Tullaye (1788-1866)  |           | Marquis de Magnanne                                         |
| 1866                                                                           | 1883                       | Jules-Augustin de La Tullaye (1817-1883) |           | Marquis de Magnanne                                         |
| 1883                                                                           | 1887                       | Edmond de Sabran-Pontevès (1841-1903)    |           | Comte                                                       |
| 1887                                                                           | 1896                       | Edmond de Sabran-Pontevès (1841-1903)    |           | 4e Duc de Sabran                                            |
| 1896                                                                           | 1901                       | Charles Déan de Luigné                   |           | Colonel, chevalier de la Légion d'honneur                   |
| 1901                                                                           | 1908                       | Pierre de Biré                           |           | Comte                                                       |
| 1908                                                                           | 1912                       | Amic de Sabran-Pontevès (1879-1963)      |           | Comte                                                       |
| 1912                                                                           | 1920                       | Charles Déan de Luigné                   |           | Colonel, chevalier de la Légion d'honneur                   |
| 1920                                                                           | 1926                       | André de Floucaud de Fourcroy            |           | Capitaine-adjudant major du 41e d'infanterie                |
| 1926                                                                           | 1945                       | Édouard Creuzé de Lesser (1883-1967)     |           | Capitaine d'artillerie, baron                               |
| 1945                                                                           | 1947                       | Alexandre Paillard                       |           | Charpentier                                                 |
| 1947                                                                           | 1953                       | Louis Veillon                            |           | Agriculteur                                                 |
| 1953                                                                           | 1977                       | René Moreau                              |           | Maréchal-ferrant forgeron                                   |
| 1977                                                                           | 1983                       | Pierre Guerrin                           |           | Directeur commercial                                        |
| 1983                                                                           | 6 mois                     | Gilbert Saulnier                         |           | Militaire retraité, chevalier de la Légion d'honneur        |
| 1983                                                                           | 1995                       | Jean-Claude Lemoine                      | SE        | Employé de La Poste                                         |
| 1995                                                                           | avril 2014                 | Jean-Pierre Écard                        | SE        | Contremaître EDF à la retraite                              |
| avril 2014                                                                     | septembre 2022 (démission) | Patricia Bresteaux                       | SE        | Chargée de mission à la chambre d'agriculture de la Mayenne |
| septembre 2022 (par intérim en septembre-octobre 2022, élu le 27 octobre 2022) | En cours                   | Jean-Philippe Joussemet                  |           | enseignant en économie gestion                              |

Le conseil municipal est composé de quinze membres dont le maire et quatre adjoints.
En juillet 2022, Patricia Bresteaux, maire depuis 2014, annonce sa volonté de démissionner à la suite de polémiques dans la commune[source insuffisante].

## Population et société

### Démographie
L'évolution du nombre d'habitants est connue à travers les recensements de la population effectués dans la commune depuis 1793. Pour les communes de moins de 10 000 habitants, une enquête de recensement portant sur toute la population est réalisée tous les cinq ans, les populations de référence des années intermédiaires étant quant à elles estimées par interpolation ou extrapolation. Pour la commune, le premier recensement exhaustif entrant dans le cadre du nouveau dispositif a été réalisé en 2008.
En 2022, la commune comptait 907 habitants, en évolution de −5,82 % par rapport à 2016 (Mayenne : −0,73 %, France hors Mayotte : +2,11 %).
Ménil a compté jusqu'à 1 570 habitants en 1861.
| 1793  | 1800  | 1806  | 1821  | 1831  | 1836  | 1841  | 1846  | 1851  |
| ----- | ----- | ----- | ----- | ----- | ----- | ----- | ----- | ----- |
| 1 430 | 1 414 | 1 282 | 1 281 | 1 448 | 1 429 | 1 387 | 1 410 | 1 405 |

| 1856  | 1861  | 1866  | 1872  | 1876  | 1881  | 1886  | 1891  | 1896  |
| ----- | ----- | ----- | ----- | ----- | ----- | ----- | ----- | ----- |
| 1 434 | 1 570 | 1 297 | 1 252 | 1 226 | 1 215 | 1 182 | 1 178 | 1 189 |

| 1901  | 1906  | 1911  | 1921 | 1926 | 1931 | 1936 | 1946 | 1954 |
| ----- | ----- | ----- | ---- | ---- | ---- | ---- | ---- | ---- |
| 1 147 | 1 112 | 1 095 | 948  | 958  | 958  | 980  | 966  | 909  |

| 1962 | 1968 | 1975 | 1982 | 1990 | 1999 | 2006 | 2008 | 2013 |
| ---- | ---- | ---- | ---- | ---- | ---- | ---- | ---- | ---- |
| 897  | 820  | 768  | 779  | 747  | 785  | 920  | 960  | 984  |

| 2018 | 2022 | - | - | - | - | - | - | - |
| ---- | ---- | - | - | - | - | - | - | - |
| 915  | 907  | - | - | - | - | - | - | - |

### Manifestations culturelles et festivités
Tous les étés, en juillet, le bourg de Ménil s'anime pour un week-end de festivités autour de la « fête du Pain », évènement incontournable de la commune.
Le samedi est organisé un concours de pétanque qui réunit chaque année de nombreux amateurs, puis dans la soirée prend place sur le port un repas en plein air suivi d'un bal dans une ambiance guinguette. Pour finir la soirée est lancée un feu d'artifice dont le thème change chaque année.
Le dimanche se tient l'évènement le plus important du week-end : la course de baignoires. Les participants doivent s'élancer depuis la place du port dans la Mayenne pour décrocher leurs pagaies sur une première baignoire flottant sur l'eau. Ils doivent ensuite rejoindre la berge pour retrouver leurs coéquipiers. Embarquant dans une baignoire dont la flottaison est assurée par du polystyrène, mais percée pour accentuer le challenge, ils doivent effectuer un parcours sur la Mayenne, usant d'ingéniosité pour ne pas chavirer. Une sécurité est assurée par les sapeurs-pompiers de Ménil. La course se déroule en plusieurs manches successives.
Tout le week-end, marché de producteurs locaux et vente de pain et fouées cuits au feu de bois, ainsi qu'une fanfare participent à l'animation. Cet évènement attire chaque année de plus en plus de curieux, grâce au concours du comité des fêtes et de ses bénévoles.

## Activité et manifestations

### Sports
Le Football Club de Ménil fait évoluer plusieurs équipes de football en divisions de district. Durant la saison 2019-2020 l'équipe A joue en Départemental 3 du district de la Mayenne, alors que l'équipe B, comme l'équipe C, jouent en Départemental 4.

## Culture locale et patrimoine

### Lieux et monuments

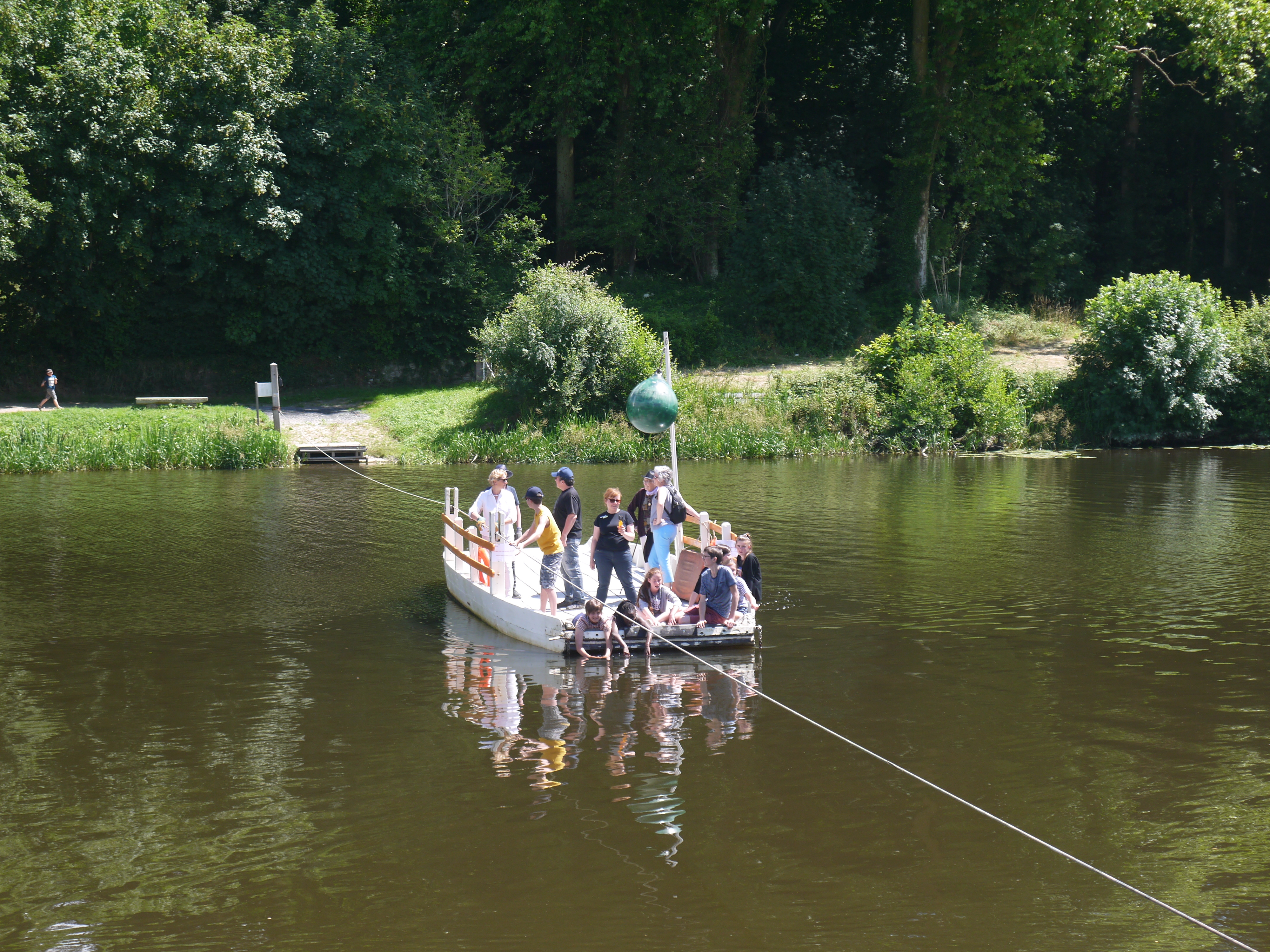
Le bac sur la Mayenne, se mouvant à la main.

- Église Saint-Georges des XIe et XIXe siècles. L'ensemble autel-retable — muni d'un tabernacle, d'un tableau et de trois statues — de 1693 réalisé par Jean Simon, est classé à titre d'objet aux Monuments historiques[27].
- Chapelle Notre-Dame de Bonne-Fortune du XVIIe siècle (elle aurait été édifiée sur les vœux d'un batelier qui s'était trouvé en grande difficulté dans un tourbillon de la Mayenne).
- Le château de Magnanne, du XVIIe siècle, fait l'objet d'un classement au titre des Monuments historiques depuis le 6 août 1956[28].
- Manoir de Braye des XVe et XVIe siècles.
- Manoir de Bressault
- Château de la Rivière des XVIIe, XVIIIe et XIXe siècles. Une cloche de la fin du XVIIe est classée à titre d'objet[29].
- Ménil abrite la partie amont du site des basses vallées angevines, qui figurent au réseau Natura 2000[30].

### Personnalités liées à la commune
- René de la Rouveraye, né au château de Bressault à Ménil, décapité à Angers en 1571, capitaine huguenot.
- Henri-François de Racappé (1664-1750), fils de Michel de Racappé (bâtisseur de l'actuel château de Magnanne) et de Geneviève Cornuau de la Grandière (à Pruillé), 1er marquis de Magnanne en 1701 sous Louis XIV, auteur de "La véritable grandeur d'Ame, ou réflexions importantes aux personnes distinguées par leur naissance, ou pour leurs dignités, pour se rendre grandes devant Dieu et devant les hommes" (Delusseux, 1725)[31]. Il fut inhumé au sein de la basilique Saint-Louis-Marie de Montfort à Saint-Laurent-sur-Sèvre (Vendée), où son tombeau est toujours visible.
- Salomon-François II de La Tullaye (1682-1762), gendre du précédent, né à Nantes le 18 décembre 1682, fils de Salomon-François I de la Tullaye et Marie-Anne Morice, époux le 18 juillet 1715 au Mans d'Anne Thérèse Henriette de Racappé, chevalier, seigneur de Coetquelfen, du Plessis-Tison, de Coulongé, de Port-Durant, de Belle-Isle, etc., puis marquis de Magnanne en 1755, est procureur général à la Chambre des comptes de Bretagne de 1715 à 1745, sous Louis XV[32].
- Henri-Anne-Salomon de La Tullaye (1716-1775), fils du précédent, né à Nantes le 30 juillet 1716, décédé le 22 juin 1775 au château de Magnanne, époux le 2 juillet 1745 à Nantes de François-Siméonne-Stylite Moulin de Cheviré, marquis de Magnanne, était conseiller du Roi en ses Conseils et procureur général à la Chambre des comptes de Bretagne de 1745 à 1775, sous Louis XV.
- Augustin-Louis-Salomon de La Tullaye (1751-1825), fils du précédent, né à Nantes le 6 novembre 1751, décédé le 28 janvier 1825, époux le 30 juin 1786 à Nantes de Henriette-Julie Perrée de la Villestreux, chevalier, marquis de Magnanne, seigneur de Ménil, Teigné, Bré, Bressault, etc., était conseiller du Roi en ses Conseils et procureur général à la Chambre des comptes de Bretagne de 1775 à 1791, sous Louis XIV.
- Margaux Joubert (née en 2000), chanteuse ayant participé à l'émission The Voice : La Plus Belle Voix dans l'équipe de Marc Lavoine, est originaire de Ménil[33]. Elle fut éliminée lors de l'épreuve des battles. Elle se fait plus largement connaître en mai 2021 en sortant son single La Tendresse, reprise de Bourvil.

### Héraldique
| Blason de Ménil | Blason  | D'argent à six rocs d'échiquier de sable. |
| Blason de Ménil | Détails | Armes, avec émaux inversés, de la famille de Racappé, seigneur de Ménil et propriétaire du château de Magnanne durant trois siècles. Créé et adopté dans les années 1980. |